# Monte Luco (Alpi Retiche meridionali)
Il Monte Luco (detto anche Monte Lucco, Laugenspitze in tedesco) è una montagna delle Alpi Retiche meridionali alta 2.434 m s.l.m. Fa parte della Catena delle Maddalene, sullo spartiacque tra l'alta val di Non e la val d'Ultimo, nel comune di Castelfondo, in provincia di Trento.

## Caratteristiche
Costituisce l'estremo nord-est della Catena delle Maddalene.
Si giunge alla cima seguendo il sentiero numero 10 che parte dal Passo Palade e giunge fino alla vetta. 
Una possibile alternativa è costituita dal sentiero numero 24, che parte da Malga Castrin.
All'altitudine di 2200 m.s.l.m. si trova un laghetto, il Lago del Monte Luco (Laugensee), dove si pratica la pesca del salmerino.

## Toponimo
Il nome originario della montagna è attestato nel 1495 e nel 1552 come Laugenperg e nel 1770 come Groß Laugen e deriva da un maso omonimo in Val d'Ultimo (1423: der hof ze Laugen). La base etimologica sarà latino "lucus" (bosco, sottobosco) che nella lingua tedesca è stato dittongato in età medioevale.